# Astylus atromaculatus
Astylus atromaculatus es una especie de escarabajo de la familia Melyridae. Se le conoce como el escarabajo manchado del maíz, escarabajo del polen o escarabajo siete de oro. Es autóctono de Argentina y los países vecinos, pero se ha importado accidentalmente a otras regiones, como las regiones más cálidas de América del Norte y gran parte de África, donde se ha vuelto invasivo.

## Descripción
Los A. atromaculatus adultos son de forma aproximadamente ovalada, ligeramente alargados, con lados paralelos. Por lo general, tienen una forma ligeramente plana y, como la mayoría de las Melyridae, tienden a ser de textura blanda y correosa. Alcanzan unos 12 mm de longitud corporal por 5 mm de ancho. Están finamente erizados con élitros y superficies superiores finamente perforados. El color del cuerpo es generalmente negro, pero con pelos pálidos en el pronoto que rodean dos grandes parches negros dorsales en forma de ojo. Sin embargo, la característica más conspicua es el esquema de color de los élitros; son de color amarillo a naranja con una franja mediana negra a lo largo de sus márgenes donde se encuentran los élitros plegados. Dos manchas en esa franja mediana forman marcas en cruz, una a unos 2 mm del extremo anterior de la línea y otra a aproximadamente 1 mm del extremo posterior. Cada élitro tiene tres manchas negras mucho más grandes en su superficie dorsolateral cerca de su margen lateral. Las antenas filiformes tienen once antenómeros.
Las larvas están cubiertas de cerdas largas y sedosas, de color marrón a rojizo.

## Biología
Los adultos de A. atromaculatus son herbívoros, particularmente se sienten atraídos por las flores y se alimentan de polen. En este papel, no son un gran problema agrícola y para algunos cultivos, como los girasoles, se sugiere que son más beneficiosos como polinizadores que dañinos como plagas de cultivos. En particular, se alimentan de polen de plantas polinizadas por el viento como el maíz, el sorgo y otros cultivos de cereales en las Poaceae, y también de varias Cyperaceae. Durante la temporada alta, pueden aglomerar las inflorescencias en ciertos momentos del día.
Las larvas pueden ser más dañinas, alimentándose en el suelo de materia vegetal en descomposición, pero también alimentándose de semillas y plántulas en germinación. Por otro lado, en Sudáfrica se ha informado que son depredadores menores de los barrenadores del tallo en el sorgo y el maíz.
Especialmente en los países donde son invasores y donde presumiblemente sus enemigos naturales están ausentes, A. atromaculatus puede llegar a ser lo suficientemente numeroso como para causar daños importantes a los cultivos. Sin embargo, es discutible si alguna vez vale la pena aplicar tratamientos especiales de control de plagas, en lugar de, como mucho, modificar otras aplicaciones de rutina para acomodar su control. Sin embargo, existe la preocupación de que las infestaciones puedan dañar gravemente las cosechas de arroz al causar una aparente esterilidad; a diferencia de la situación en el maíz, en la que las flores masculinas y femeninas están separadas, las flores femeninas del arroz pueden verse seriamente dañadas por los escarabajos que se alimentan de polen.

## Importancia veterinaria
Como posiblemente todas las Melyridae, A. atromaculatus es indudablemente venenoso; la muerte del ganado se debe a la ingestión de un gran número de escarabajos en su forraje o en los pastos. Aunque este no es un evento de rutina, ha sido confirmado por una investigación real, por ejemplo, cuando el ganado en las planicies de Springbok en Sudáfrica ingirió pastos muy infestados. Las poblaciones de escarabajos suelen alcanzar su punto máximo durante el verano y el otoño, cuando se alimentan principalmente de polen de cultivos de cereales. Cuando hay muy pocos cultivos como girasoles y maíz, los escarabajos tienden a concentrarse en las hierbas y en las hierbas en flor.
El envenenamiento causó diarrea severa con heces oscuras y grandes cantidades de moco, seguida rápidamente por debilidad y estasis del rumen. Post mortem, se encontraron escarabajos en grandes cantidades en el rumen, asociados con síntomas de congestión dramática e irritación del abomaso y enteritis intestinal pseudomembranosa hemorrágica. Debido a que ningún tratamiento ha demostrado ser efectivo para los animales gravemente envenenados, es necesario mantener al ganado fuera de los pastizales mientras las plantas están llenas de escarabajos, por lo general en el fresco de las mañanas y las noches, mientras que los insectos están inactivos y no son propensos a dispersarse cuando se alarman por las actividades de pastoreo. Se ha demostrado que las bandejas amarillas de solución de detergente atrapan a los escarabajos, aunque no está claro que sean una medida eficaz para reducir las infestaciones graves.